# Jegorjewsk
Jegorjewsk (ros. Егорьевск) – miasto w Rosji, w obwodzie moskiewskim, 114 km na południowy wschód od Moskwy. W 2021 liczyło 73 046 mieszkańców.

## Miasta partnerskie
- Mozyrz, Białoruś
- Pirdop, Bułgaria
- Zhuji, Chiny